# Ballenspiraal

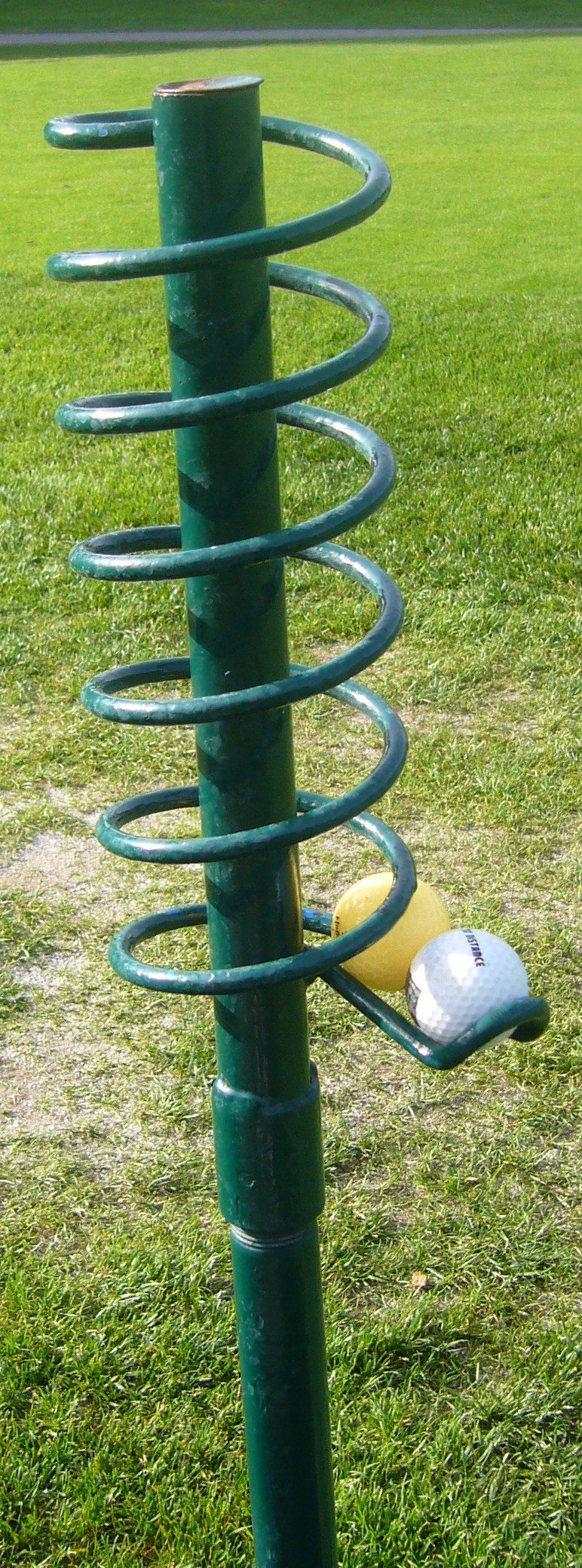
Ballenspiraal

Een ballenspiraal is een hulpmiddel dat sommige golfclubs gebruiken om te bepalen in welke volgorde een speler of groep spelers op de eerste tee mag afslaan. Het is een verticale stalen paal waaromheen aan de bovenkant een spiraalvormige constructie is gemonteerd.
De ballenspiraal staat bij of op weg naar de eerste tee bij golfclubs waar men niet vooraf een tijd reserveert om te spelen. De spelers of groepen komen dankzij het apparaat in volgorde van binnenkomst aan de beurt om te spelen.

## Werking
Per speler of 'flight' (groepje spelers) doet men een golfbal boven in de spiraal. Deze rolt vanzelf naar beneden zodat zich onder in de spiraal een rij golfballen vormt. De groep die bij de onderste bal hoort is de eerstvolgende groep die op de eerste tee mag afslaan.